# Ctenolophus oomi
Ctenolophus oomi är en spindelart som beskrevs av Hewitt 1913. Ctenolophus oomi ingår i släktet Ctenolophus och familjen Idiopidae. Inga underarter finns listade i Catalogue of Life.